# 莪术烯
莪术烯是一种倍半萜类有机化合物，分子式C15H20O，存在于传统中药材莪术（Curcuma zedoaria）等植物中。